# Lomtjärnen (Norsjö socken, Västerbotten, 721309-168464)
Lomtjärnen är en sjö i Norsjö kommun i Västerbotten och ingår i Skellefteälvens huvudavrinningsområde. Sjön har en area på 0,0591 kvadratkilometer och ligger 218,1 meter över havet.

## Delavrinningsområde
Lomtjärnen ingår i det delavrinningsområde (721335-168254) som SMHI kallar för Utloppet av Fäbodträsket. Medelhöjden är 240 meter över havet och ytan är 11,37 kvadratkilometer. Räknas de 4 avrinningsområdena uppströms in blir den ackumulerade arean 61,36 kvadratkilometer. Bjurbäcken som avvattnar avrinningsområdet har biflödesordning 3, vilket innebär att vattnet flödar genom totalt 3 vattendrag innan det når havet efter 96 kilometer. Avrinningsområdet består mestadels av skog (78 procent). Avrinningsområdet har 1,19 kvadratkilometer vattenytor vilket ger det en sjöprocent på 10,5 procent.